# 原永康飛行場無線羅針所
原永康飛行場無線羅針所為台南市永康區飛雁新村內的一處歷史建築，原是1943年為了幫助台南永康機場（現台南應用科技大學一帶）的飛機起降，所建立的台南飛行場航空無線羅針所，並在在周圍種植高大樹木作為掩護。
2009年以「永康飛雁新村傳原通訊所」名義公告登錄為歷史建築時，只包含兩棟建物及廣場。2018年6月時，台南市文資處為確保文化資產保存，審議通過擴大歷史建築本體及定著土地範圍，將油槽及其控制室均指定歷史建築。而四周飛雁新村的開發計畫仍在協調中。

## 沿革
- 昭和18年（1943年）：建立「台南飛行場航空無線羅針所」[2]。
- 民國34年（1945年）至民國53年（1964年）：作為空軍檔案庫。
- 民國52年（1963年）至民國59年（1970年）：陸續興建飛雁新村，提供空軍軍官眷屬居住。
- 民國97年（2008年）：公告居民辦理搬遷。
- 民國98年（2009年）：公告登錄「永康飛雁新村傳原通訊所」為歷史建築
- 民國100年（2011年）：國防部委託台南市政府辦理公辦都市更新。
- 民國102年（2013年）：遠雄建設公司得標，但引發文化遺址與老樹保存爭議。
- 民國104年（2015年）：護樹團體發起「搶救飛雁新村，全面清查樹籍」活動。
- 民國107年（2018年）：擴大歷史建築本體及定著土地範圍。

民國110年（2021年）2月4日，臺南市古蹟歷史建築審議會將歷史建築名稱修改為「原永康飛行場無線羅針所」。

## 附近
- 飛雁新村
- 奇美醫院
- 南臺科技大學
- 大橋車站

## 外部連結
台南市政府都市發展局—飛雁新村開放決策 （页面存档备份，存于）